# Physalia physalis
Sứa lửa (danh pháp khoa học: Physalia physalis) là những loài sứa và cộng sinh của chúng được phân loại là đại diện duy nhất thuộc họ Physaliidae, cũng là họ và chi đơn loài. Nó có tua có nọc độc có thể gây đau dữ dội. Chúng được biết với tên tiếng Anh là "Tàu chiến Bồ Đào Nha" (Portuguese man o' war).

## Đặc điểm
Dù bề ngoài giống con sứa, nó không phải là loài sứa mà là loài siphonophore, khác ở chỗ nó không phải là một loài đơn mà là một quần thể nhiều cá thể nhỏ gọi là các zooid. Mỗi zooid này chuyên biệt rất cao dù kết cấu của nó trông giống như các động vật duy nhất, chúng dính vào nhau và tích hợp về sinh lý đến mức chúng không thể sống sót một cách độc lập.
Loài này sinh sống ở bề mặt đại dương. Bàng quang chứa đầy khí, hoặc pneumatophore, vẫn còn ở bề mặt, trong khi phần còn lại ngập dưới nước.
Do chúng không có phương tiện đẩy, chúng chuyển nhờ sự kết hợp của gió, dòng chảy và thủy triều. Mặc dù nó có thể được tìm thấy ở bất cứ nơi nào trong vùng biển (đặc biệt là vùng biển nước ấm), nó được tìm thấy phổ biến nhất ở các vùng nhiệt đới và cận nhiệt đới của Thái Bình Dương và Ấn Độ Dương và Đại Tây Dương và bắc hải lưu Gulf Stream. Chúng đã được tìm thấy xa về phía bắc vịnh Fundy và Hebrides. Tại Địa Trung Hải, chúng đã được phát hiện lần đầu ở ngoài khơi Tây Ban Nha và sau đó ở Corse Năm 2010, chúng được nhìn thấy quanh Malta.
Mùa hè năm 2009, hội đồng hạt Pembrokeshire khuyến cáo những người tắm biển ở các khu vực nước có loài này ở vùng biển xứ Wales. Tại Ireland, có hàng tá trường hợp nhìn thấy loài này được xác nhận (năm 2009–2010), từ Termonfeckin ở hạt Louth đến bờ biển hạt Antrim. Bên kia bờ Đại Tây Dương, chúng dạt vào bở dọc theo bắc vịnh Mexico và bờ đông và tây của Florida. Chúng cũng được tìm thấy ở vùng biển Costa Rica, đặc biệt là tháng 3 và tháng 4, khi chúng cũng được tìm thấy ngoài khơi Guyana, Colombia, Jamaica, và Venezuela..